# Liste des records de Michael Jordan
La liste des records de Michael Jordan totalise, au terme de la saison 2012, de nombreux records homologués par la NBA sur la saison régulière, le NBA All-Star Game, les playoffs et les finales NBA.
Si certains de ses records ont été battus depuis sa retraite, il reste l'un des plus grands recordmen de l'histoire de la NBA. Les records étant faits pour être battus, il a vu son ancien coéquipier des Bulls de Chicago, Scottie Pippen le dépasser en nombre d'interceptions en play-offs sur une carrière, Shaquille O'Neal le reléguer au second rang dans le nombre de lancers-francs tentés en play-offs sur une carrière et après avoir été dépassé par trois joueurs différents au nombre de trois points réussis dans un match de finale NBA, Ray Allen qui était déjà l'un de ces trois, à lors des finales NBA 2010 battu son propre record en effaçant au passage des tablettes celui du plus grand nombre de paniers à trois points inscrits dans une mi-temps de finales NBA qui était détenu par Michael Jordan depuis dix-huit ans. Lors de sa première retraite en 1993, il détenait la 2e meilleur moyenne d'interception de l'histoire de la NBA avec une moyenne de 2,72 par match (derrière Alvin Robertson de 0,05 point). Son premier come-back puis son second le rétrograderont à la troisième position avec une moyenne de 2,35 par match. Pour la petite histoire, son retour en 1995 fera chuter sa moyenne de 0,02 interception par match ce qui la ramènera à 2,70 interceptions par match laissant filer de peu (0,01 seulement) la première place du classement malgré la perte de 0,06 interception subie par Alvin Robertson alors descendu à 2,71 interceptions par match. Mookie Blaylock lui ravira la 3e place peu de temps avant de la reconcéder.

## Records d'équipe
- Membre d'une des trois seules équipes de l'histoire de la NBA (avec les Celtics de Boston et les Lakers de Los Angeles) à avoir remporté à deux reprises trois titres NBA consécutifs.
- Membre de la première équipe NBA à avoir remporté 3 titres NBA consécutifs depuis les Celtics de Bill Russell (dont la dernière année de la dernière trilogie fut: 1966), et il l'a réalisé par deux fois avec Scottie Pippen.
- Il a fait des Bulls de Chicago la troisième équipe la plus titrée de l'histoire de la NBA et ce en huit saisons seulement.
- Membre de la deuxième meilleure équipe de l'histoire de la NBA sur une décennie avec 6 titres remportés.
- Membre de l'équipe NBA des Bulls de Chicago qui totalise le meilleur bilan sur deux saisons de NBA avec 72 victoires pour 10 défaites en 1995-1996 et 69 victoires pour 13 défaites en 1996-1997, soit 141 victoires et 23 défaites (à noter que la saison 1996-1997 est également la 3e meilleure de l'histoire avec celle des Lakers de Los Angeles de la saison 1971-1972).
- Membre de l'équipe NBA des Bulls de Chicago qui totalise le meilleur bilan sur trois saisons de NBA avec 203 victoires contre 43 défaites de la saison 1995-1996 à la saison 1997-1998.
- Membre de l'équipe NBA des Bulls de Chicago qui totalise le meilleur bilan à l'extérieur (41 matchs) sur une saison avec 33 victoires pour 8 défaites lors de la saison 1995-1996. Ce record a tenu vingt ans et a été battu par les Warriors de Golden State lors de la saison NBA 2015-2016 avec 34 victoires pour 7 défaites.
- Membre de l'équipe NBA des Bulls de Chicago qui totalise la plus longue série de victoires à domicile avec 44 victoires dans leur salle du United Center, record étalé sur 2 saisons régulières du 30 mars 1995 au 4 avril 1996. Ce record qui a tenu vingt ans a été battu deux fois lors de la saison NBA 2015 -2016, par les Warriors de Golden State d'abord puis par les Spurs de San Antonio.
- Membre de l'équipe NBA des Bulls de Chicago qui totalise le meilleur début de saison (41 matchs) de l'histoire de la NBA avec 38 victoires pour 3 défaites lors de la saison 1995-1996, allant vers un 41-3 avant la 4e défaite de la saison (égalant les Lakers de Los Angeles lors de la saison 1971-1972, mais ils subirent leurs 4e défaites après un bilan de 39-3).
- Membre de l'équipe NBA des Bulls de Chicago qui compte un mois entier d'invincibilité avec 14 victoires lors du mois de janvier 1996 (cette performance a été réalisée seulement 16 fois dans l'histoire de la NBA jusqu'au terme de la saison 2015-2016, les Bulls ont réalisé la dixième).

## Records au palmarès
- Victorieux à chaque finale jouée en NCAA, aux Jeux Olympiques et en NBA avec 9 finales gagnées.
- L'un des sept seuls joueurs de l'histoire à avoir remporté un titre Olympique, un titre NCAA et un titre NBA.
- Au 5e rang des joueurs les plus titrés de l'histoire de la NBA (mis à part Robert Horry, tous les membres avant lui sont les joueurs de la dynastie des Celtics de Boston des années 1960).
- 2e ex æquo au nombre de titres de MVP de la saison[1],[2].
- 1er au nombre de titres de MVP des finales NBA[3].
  - Seul joueur à l'avoir remporté plus de quatre fois (LeBron James a été MVP des finales 4 fois)
  - Seul joueur à l'avoir remporté trois fois consécutivement et ce à deux reprises.
  - L'un des deux seuls joueurs (et le premier) avec Shaquille O'Neal à l'avoir remporté trois fois consécutivement.
  - L'un des quatre seuls joueurs (et le deuxième) à l'avoir remporté au moins trois fois.
  - Premier joueur à l'avoir remporté deux années consécutives (ce fut en 1991 et 1992).
- 2e ex æquo au nombre de titres de MVP du All-Star Game[4] : 3 (avec Shaquille O'Neal, Oscar Robertson et Lebron James), mais derrière Bob Pettit et Kobe Bryant qui en ont quatre.
- Premier joueur et le seul avec Shaquille O'Neal (qui l'a réalisé en 2000, en étant également joueur le plus adroit aux tirs) à avoir été lors de la même saison NBA à la fois: MVP de la saison, MVP des finales NBA, champion NBA, MVP du All-Star Game et meilleur marqueur de la NBA (Willis Reed à lui aussi réalisé cette performance en 1970, mais n'a pas été le meilleur marqueur. Giannis Antetokounmpo a lui aussi réaliser cette performance sans être meilleur marqueur en 2021).
  - Il est le seul à l'avoir réalisé à deux reprises (en 1996 et 1998).
- Actuellement 6e ex-aequo (au 5e rang) au nombre de sélections au NBA All-Star Game : 14 (avec Jerry West et Karl Malone)[5].
  - 2e au terme de sa fin de carrière, il a depuis été dépassé par Kobe Bryant (18 sélections), Shaquille O'Neal, Kevin Garnett et Tim Duncan (15 sélections).
- Possède le troisième total, ex æquo, du nombre de participations au NBA All-Star Game : 13[6],[7].
- 2e ex æquo au nombre de Slam Dunk Contest remportés : 2 (1er ex æquo au terme de sa carrière avec Dominique Wilkins puis Harold Miner il a depuis été rejoint par Jason Richardson et devancé par Nate Robinson qui compte 3 titres).

Zach LaVine rejoint ces joueurs dans ce classement par la suite.
- - Premier à l'avoir remporté deux fois consécutivement, et à avoir compté deux titres.
  - Seul joueur avec Nate Robinson, Jason Richardson et Zach LaVine à avoir remporté deux concours consécutifs.
- Co-recordman (avec Gary Payton, Kevin Garnett et Kobe Bryant) du nombre de sélections dans la NBA All-Defensive First Team: 9 (premier de la liste à avoir compté 9 sélections)[8].
- Seul joueur avec Hakeem Olajuwon et Giánnis Antetokoúnmpo à avoir été MVP de la saison et NBA Defensive Player of the Year (en 1988 pour Jordan et 1994 pour Olajuwon). Néanmoins, en 1988, Michael est MVP du All-Star Game, meilleur marqueur et meilleur intercepteur, tandis qu'en 1994, Olajuwon est champion NBA et MVP des finales NBA.
- Seul joueur (avec Allen Iverson à deux reprises en 2001 et 2002, et Stephen Curry en 2016) à avoir été meilleur marqueur et meilleur intercepteur lors d'une même saison NBA, il l'a réalisé à trois reprises en 1988, 1990 et 1993.

### Records de statistiques NBA

#### Records en saison régulière
Records sur un match de saison régulière
- Record de lancers-francs inscrits en une mi-temps: 20 contre le Heat de Miami, le 30 décembre 1992[9].
- Record de lancers-francs tentés en une mi-temps: 23 contre le Heat de Miami, le 30 décembre 1992[9].
- Record d'interceptions en mi-temps (11 joueurs au total se partagent ce record): 8 contre les Celtics de Boston, le 9 novembre 1988.

Records sur une saison en saison régulière
- L'un des trois seuls joueurs (avec Hakeem Olajuwon et Scottie Pippen) de l'histoire de la NBA à avoir réalisé sur une saison au moins 200 interceptions et 100 contres en 1987-1988 et 1988-1989.
- Record de contres sur une saison pour un arrière (guard) avec 131 contres en 1987-1988.
- L'un des trois seuls joueurs avec Oscar Robertson et LeBron James à avoir réalisé plus de 2 250 points, 650 rebonds et 550 passes décisives sur une saison régulière en 1988-1989.
- L'un des cinq seuls joueurs avec Oscar Robertson, John Havlicek, LeBron James et Derrick Rose à avoir réalisé plus de 2 000 points, 300 rebonds et 600 passes décisives sur une saison régulière en 1988-1989.
- L'un des cinq seuls joueurs avec Oscar Robertson, Jerry West et LeBron James et Russell Westbrook à avoir réalisé plus de 24 points, 8 passes décisives et 4 rebonds de moyenne sur une saison régulière en 1988-1989.

Records en carrière en saison régulière
- Meilleure moyenne de points par match: 30,12[10].
- Record du plus grand nombre de saisons en tête du classement des meilleurs marqueurs: 10 (de 1987 à 1993 et de 1996 à 1998)[11].
- Record du plus grand nombre de saisons à avoir inscrit le plus de points (sans être forcément meilleur marqueur): 11 (en 1985, puis de 1987 à 1993 et de 1996 à 1998)[12].
- Co-recordman du plus grand nombre de saisons consécutives (avec Wilt Chamberlain) en tête du classement des meilleurs marqueurs: 7 (de 1987 à 1993)[11].
- Record de saisons à plus de 30 points de moyenne par match: 8[11].
- Co-recordman (avec Wilt Chamberlain) du plus grand nombre de saisons consécutives à plus de 30 points de moyenne par match: 7 (de 1987 à 1993)[11],[13].
- Record du plus grand nombre de matchs consécutifs en ayant marqués 10 points ou plus: 866, du 25 mars 1986 au 27 décembre 2001.
- Record du plus grand nombre de saisons en tête de la NBA au nombre de paniers inscrits: 10 (de 1987 à 1993 et de 1996 à 1998)[14].
- Co-recordman (avec Wilt Chamberlain) du plus grand nombre de saisons consécutives en tête de la NBA au nombre de paniers inscrits: 7 (de 1987 à 1993)[14].
- Record du plus grand nombre de saisons en tête de la NBA pour le nombre de panier tentés: 9[15].
- Record du nombre de saison avec au moins 200 interceptions et 100 contres: 2 (en 1988 et 1989).
- Record du nombre de saisons consécutives avec au moins 200 interceptions et 100 contres: 2 (en 1988 et 1989).
- Record de contres en carrière pour un arrière (guard) avec 893 contres.
- 2e au nombre de saison avec minimum 2000 points inscrits en carrière avec 11 saisons au total (derrière Karl Malone avec 12 saisons).
- Au moins 7 saisons consécutives à 2000 points inscrits minimum (avec Wilt Chamberlain, Oscar Robertson, Alex English, Dominique Wilkins, Karl Malone et LeBron James).
- Ancien détenteur (avec Alvin Robertson, Michael Ray Richardson et Allen Iverson) du plus grand nombre de saisons en tête du classement des meilleurs intercepteurs: 3 (1988,1990 et 1993)[16]; record battu par Chris Paul.

### Records en playoffs
Records sur un match de playoffs
- 63 points sur un match de playoffs, contre les Celtics de Boston le 20 avril 1986 (après 2 prolongations).
- Plus grand nombre de tirs réussis en un match: 24, contre les Cavaliers de Cleveland le 1er mai 1988.
- Plus grand nombre de tirs réussis consécutivement: 13, contre les Lakers de Los Angeles le 5 juin 1991.
- Plus grand nombre de lancers-francs réussis en un quart-temps: 13, contre les Pistons de Détroit le 21 mai 1991.
- Plus grand nombre de tirs tentés en une mi-temps: 25, contre les Cavaliers de Cleveland le 1er mai 1988.

Records en série de 3 matchs
- 135 points en 3 matchs (soit 45 points de moyenne) contre le Heat de Miami en 1992.
- 53 tirs réussis en 3 matchs contre le Heat de Miami en 1992.
- 100 % de réussite au lancers-francs à 15/15 contre les Bullets de Washington en 1997.

Records en série de 5 matchs
- 226 points en 5 matchs (soit 45,2 points de moyenne) contre les Cavaliers de Cleveland en 1988.
- 86 tirs réussis en 5 matchs contre les 76ers de Philadelphie en 1990.

Records en série de 6 matchs
- 101 tirs réussis en 6 matchs (soit 16,8 tirs réussis par matchs) contre les Suns de Phoenix en 1993.

Records sur une saison de playoffs
- 759 points inscrits lors des playoffs 1992.
- 43,67 points inscrits lors des playoffs 1986[17].

Records en carrière en playoffs
- 5 987 points en 179 matchs sur 13 participations soit:
- 33,45 points par match.
- 100 % de ses matchs de playoffs à plus de 15 points (179 matchs).
- 173 matchs à 20 points et plus.
- 109 matchs à 30 points et plus.
- 38 matchs à 40 points et plus.
- 8 matchs à 50 points et plus.
- Seul joueur à avoir inscrit 50 points ou plus lors de deux matchs consécutifs: 50 et 55 points lors des matchs 1 et 2 lors du premier tour des playoffs 1988 contre les Cavaliers de Cleveland les 28 avril et 1er mai 1988.
- 3 matchs consécutifs à 45 points entre le 9 mai et le 13 mai 1990.
- 60 matchs consécutifs à 20 points et plus entre le 2 juin 1989 et le 11 mai 1993.
- 179 matchs consécutifs à plus de 10 points.
- 179 matchs consécutifs à plus de 15 points.
- 4 497 paniers tentés (dépassé par Kobe Bryant de 2 tentatives, il se trouve maintenant à la 2e place dans ce classement).
- 1 463 lancers-francs inscrits.

Michael Jordan a été un temps détenteur du plus grand nombre d'interceptions et de lancers-francs tentés. Ces records ont depuis été battus et il se trouve à la deuxième place dans chacune de ces catégories statistiques. 

#### Records en finales NBA
Records sur un match de finales NBA
- 35 points en une mi-temps (1re mi-temps) contre les Trail Blazers de Portland le 3 juin 1992.
- 14 paniers marqués en mi-temps:
  - contre les Trail Blazers de Portland le 3 juin 1992 (1re mi-temps).
  - contre les Suns de Phoenix le 16 juin 1993 (1re mi-temps).
- 13 paniers marqués consécutivement contre les Lakers de Los Angeles le 5 juin 1991 (record déjà homologué dans les records en playoffs sur un match).
- 9 lancers-francs marqués en une mi-temps contre le Jazz de l'Utah le 11 juin 1997 (détient ce record avec Frank Ramsey, Shaquille O'Neal, Austin Croshere et Allen Iverson).

Michael Jordan a détenu un temps les records de trois points inscrits dans un match et dans une mi-temps de finales NBA, il a depuis été dépassé à plusieurs reprises et se situe à la cinquième place bien que sa performance soit la troisième meilleure en quantité pour les trois points inscrits dans un match et est ex-équo à la deuxième place pour les trois points inscrits en une mi-temps.
Records en série de finales NBA
- 41 points de moyenne dans la série en 6 matchs contre les Suns de Phoenix en 1993.
- 30 points ou plus dans tous les matchs d'une série de finales NBA (détient ce record avec Elgin Baylor, Rick Barry, Shaquille O'Neal et Hakeem Olajuwon) dans la série contre les Suns de Phoenix en 1993.

Records sur une série de 5 matchs
- 14 interceptions contre les Lakers de Los Angeles en 1991.

Records sur une série de 6 matchs
- 246 points contre les Suns de Phoenix en 1993.
- 101 tirs réussis contre les Suns de Phoenix en 1993 (à 50,8 % de réussite) (record déjà homologué dans les records en playoffs sur une série).

Records en carrière en finales NBA
- 41 points de moyenne lors des finales de 1993 contre les Suns de Phoenix.
- 4 matchs consécutifs à 40 points ou plus entre le 11 juin et le 18 juin 1993.
- 35 matchs consécutifs à 20 points ou plus entre le 2 juin 1991 et le 14 juin 1998.
- Seul joueur à avoir inscrit au moins 20 points dans chaque match de finales NBA.

### Records au All-Star Game
- 8,46 paniers réussis en moyenne par match.
- 233 paniers à 2 points tentés en 13 participations et 14 sélections.
- 17,92 paniers à 2 points tentés en moyenne par match.
- 17 paniers à 2 points réussis sur un match (détient ce record avec Kevin Garnett et Wilt Chamberlain).
- 27 paniers à 2 points tentés sur un match (détient ce record avec Rick Barry).
- 37 interceptions en 13 participations et 14 sélections.
- 2,85 interceptions de moyenne par match.
- 4 contres en une mi-temps (détient ce record avec Hakeem Olajuwon et Kareem Abdul-Jabbar).
- Premier joueur à avoir réalisé un triple double au NBA All-Star Game 1997 avec 14 points, 11 rebonds et 11 passes décisives (LeBron James en 2011 puis Dwyane Wade en 2012 le suivront).

Michael Jordan a détenu un temps la meilleure moyenne de points de l'histoire du NBA All-Star Game avant de la perdre en 2002 au terme de son avant dernière participations, sa bonne prestation en 2003 pour sa dernière apparition ne fut toutefois pas suffisante pour reprendre sa première place. Il a également été le meilleur marqueur de l'histoire des All-Star Game de 2003 à 2012, record battu par Kobe Bryant en 2012 qui le dépasse également au nombre de paniers réussis lors de cette même édition.

### Records d'ancienneté et de précocité
- Plus vieux joueur à avoir marqué au moins 50 points dans un match: 51 points contre les Hornets de la Nouvelle-Orléans à l'âge de 38 ans et 315 jours.
- Plus vieux joueur à avoir marqué au moins 40 points dans un match: 43 points contre les Nets du New Jersey à l'âge de 40 ans et 4 jours.
- L'un des quatre seuls joueurs (avec Oscar Robertson, LeBron James et Tyreke Evans) à avoir réalisé plus de 20 points, 5 rebonds et 5 passes décisives de moyenne lors de sa saison de rookie.
- Plus vieux joueur à avoir été meilleur marqueur de la saison à 35 ans en 1998.
- Au moins 40 points et 15 rebonds pour un rookie dans un match avec 49 points et 15 rebonds le 12 février 1985 contre les Pistons de Detroit Pistons (cette performance a également été réalisée par David Robinson, Shaquille O'Neal et Blake Griffin).

### Classement dans les catégories statistiques
Ces classements sont régulièrement mis à jour, dans certains classements (les pourcentages de réussite), la position peut augmenter ou diminuer en fonction des résultats des joueurs en activité. Pour les autres classements (les classements quantitatifs), la position ne peut que rester au même rang ou soit baisser.  

#### En carrière
(Statistiques mises à jour au terme le 31 décembre 2014) 
- 1e à l'efficiency rating avec 27,91.
- 77e au nombre de matchs joués en saison régulière avec 1 072 matchs[18].
- 24e au nombre de minutes jouées en match de saison régulière avec 41 010 minutes[19].
- 5e meilleur marqueur avec 32 292 points[20].
- 3e meilleur intercepteur avec 2 514 interceptions (deuxième au terme de sa carrière)[21].
- 41e meilleur passeur avec 5 633 passes décisives[22].
- 102e meilleur contreur avec 893 contres[23].
- 120e meilleur rebondeur avec 6 672 rebonds[24].
- 69e aux rebonds défensifs avec 5 004 rebonds défensifs[25].
- 140e aux rebonds offensifs avec 1 668 rebonds offensifs[26].
- 4e au nombre de tirs réussis avec 12 192 tirs réussis[27].
- 4e au nombre de tirs tentés avec 24 537 tirs tentés[28].
- 5e au nombre de lancers-francs réussis avec 7 327 lancers-francs réussis[29].
- 9e au nombre de lancers-francs tentés avec 8 772 lancers-francs tentés[30].
- 197e au nombre de tirs à 3 points réussis avec 581 tirs à 3 points réussis.
- 162e au nombre de tirs à 3 points tentés avec 1 778 tirs à 3 points tentés.
- 15e joueur le plus utilisé par match avec une moyenne de 38,26 minutes jouées[31].
- 1e à la moyenne de points par match avec 30,12 points[10].
- 4e à la moyenne de ballons interceptés par match avec 2,35 interceptions[32].
- 86e à la moyenne de passes décisives par match avec 5,25 passes décisives.
- 190e à la moyenne de rebonds par match avec 6,22 rebonds.
- 132e à la moyenne de réussite aux tirs avec 49,69 % de réussite.
- 79e à la moyenne de réussite aux lancers-francs avec 83,53 % de réussite.

#### En playoffs
(Statistiques mises à jour au terme des playoffs 2014) 
- 1e à l'efficiency rating avec 28,59.
- 17e au nombre de matchs joués avec 179 matchs[33].
- 10e au nombre de minutes jouées avec 7 474 minutes[34].
- 2e meilleur marqueur avec 5 987 points[35].
- 2e meilleur intercepteur avec 376 interceptions[36].
- 9e meilleur passeur avec 1 022 passes décisives[37].
- 29e meilleur contreur avec 158 contres.
- 34e meilleur rebondeur avec 1 152 rebonds.
- 23e aux rebonds défensifs avec 847 rebonds défensifs.
- 32e aux rebonds offensifs avec 305 rebonds offensifs.
- 2e au nombre de tirs réussis avec 2 188 tirs réussis.
- 2e au nombre de tirs tentés avec 4 497 tirs tentés.
- 1e au nombre de lancers-francs réussis avec 1 463 lancers francs réussis.
- 2e au nombre de lancers-francs tentés avec 1 766 lancers francs tentés.
- 24e au nombre de tirs à 3 points réussis avec 148 tirs à 3 points réussis.
- 19e au nombre de tirs à 3 points tentés avec 446 tirs à 3 points tentés.
- 14e joueur le plus utilisé par match avec une moyenne 41,75 minutes jouées.
- 1e à la moyenne de points par match avec 33,45 points[38].
- 7e à la moyenne de ballons interceptés par match avec 2,10 interceptions[39].
- 36e à la moyenne de passes décisives par match avec 5,71 passes décisives.
- 54e à la moyenne de ballons contrés par match avec 0,88 contres.
- 103e à la moyenne de rebonds par match avec 6,44 rebonds.
- 76e à la moyenne de réussite aux tirs avec 48,65 % de réussite.
- 73e à la moyenne de réussite aux lancers francs avec 82,84 % de réussite.
- 183e à la moyenne de réussite aux tirs à 3 points avec 33,18 % de réussite.